# Aleksandrów Łódzki
Aleksandrów Łódzki est une ville polonaise située dans la région voïvodie de Łódź.

## Histoire
La ville est créée en 1816 par un pionnier de l'industrie polonaise, Rafał Bratoszewski, sur son domaine de Brużyca Wielka, situé sur les bords de la rivière Bzura dans une zone agricole, à mi-chemin entre Zgierz et Karzimierz - Lutomiersk, à environ 15 km au Nord-Ouest du centre-ville de Łódź. La ville nouvelle, destinée à héberger les ouvriers des ateliers textiles (tissage de laine), est rapidement peuplée de colons polonais, prussiens - notamment silésiens - et juifs. Dès 1820 la population atteint 1000 habitants. La ville prend le nom d'Aleksandrów Łódzki en hommage au tsar Alexandre Ier.

## Jumelages
- Lettonie - Krāslava
- France - Puget-Ville